# Smile (álbum de The Beach Boys)
Smile (estilizado como SMiLE) es un álbum inacabado de la banda de rock estadounidense The Beach Boys que se proyectó como una especie de secuela de su undécimo álbum de estudio, Pet Sounds (1966). Después de que el líder de la banda y compositor principal Brian Wilson dejara grandes porciones de música grabada durante un período de diez meses, la banda reemplazó el lanzamiento de Smile con Smiley Smile (1967), un álbum que contiene versiones reducidas de material de Smile. Algunas pistas originales de Smile finalmente se lanzaron en álbumes posteriores de Beach Boys. El proyecto ha sido considerado como el álbum inédito más "legendario" en la historia de la música popular, y de hecho según la crítica es el álbum inédito más famoso de la historia del rock.
Concebido como un álbum conceptual con letras de Van Dyke Parks, Wilson pretendía producir el LP grabando un gran excedente de fragmentos musicales cortos e intercambiables que luego se ensamblarían en un todo coherente, similar al sencillo del grupo de octubre de 1966 "Good Vibrations", que fue el éxito más vendido del grupo hasta ese momento. Promocionó Smile como una "sinfonía adolescente para Dios". Sus contenidos iban desde la palabra musical y hablada hasta los efectos de sonido y juego de roles, con sonidos innovadores y arreglos vocales, referencias a principios de la poesía americana y romántica, bocetos de comedias, exploraciones de objetos encontrados e influencias de clásicos, folk, doo-wop y música pop tradicional. Sus primeros seguimientos planificados fueron "Heroes and Villains", una comedia musical occidental, o "Vegatables", una sátira a la aptitud física.
El colapso del álbum se debió a numerosos problemas personales, técnicos y legales que rodearon su creación. La mayoría de sus pistas de acompañamiento se completaron entre agosto y diciembre de 1966. Se omitió una fecha límite fijada para enero de 1967, y Parks pronto se distanció del proyecto. En junio, los Beach Boys volvieron a reunirse en el improvisado estudio casero de Brian para grabar Smiley Smile. Se hicieron muchos intentos para completar el Smile original, la mayoría de los cuales fracasaron por Wilson, quien quedó psicológicamente traumatizado por las sesiones difíciles del álbum. En la década de 1980 comenzaron a circular gran cantidad de pistas pirateadas entre coleccionistas de discos y otros círculos musicales. El potencial de lo que pudo haber sido Smile inspiró a muchos músicos, particularmente los de indie rock y post punk, y en ausencia de un álbum oficial, los fanáticos ensamblaron sus propias interpretaciones de Smile usando bootlegs y pistas que habían sido editadas.
Como solista, Wilson reinterpretó el proyecto en conciertos en vivo en 2004, y luego siguió con el álbum de estudio titulado Brian Wilson Presents Smile. Aunque aparentemente había completado el trabajo, Wilson declaró que su arreglo de 2004 difería sustancialmente de cómo había conceptualizado el LP en la década de 1960. El 31 de octubre de 2011, se lanzó The Smile Sessions, que contiene una aproximación de lo que podría haber sido el Smile de The Beach Boys, basándose en la estructura de Brian Wilson Presents Smile. Recibió una amplia aclamación universal. En 2012, la compilación fue clasificada número 381 en la lista de Rolling Stone de "500 mejores álbumes de todos los tiempos". En 2013, ganó el premio al Mejor álbum histórico en los 55.os premios Grammy.

## Concepción
La concepción de Smile comienza con Pet Sounds cuando el 17 de febrero de 1966, a mitad de camino entre las sesiones de Pet Sounds, Brian Wilson empezó a trabajar en una nueva canción y el resultado fue el sencillo "Good Vibrations", que fue su tercer número uno en los Estados Unidos y a la vez número uno en Gran Bretaña. "Good Vibrations" resultó ser la grabación más cara realizada hasta ese momento -costó más de 50 000 dólares- y, de hecho, lo es hasta el presente, lo que la convierte en un hito en la historia de la grabación musical.
Smile iba a ser un álbum producido de la misma manera que "Good Vibrations". La idea de crear todo un álbum coherente ensamblado de pequeños fragmentos de música era audaz y revolucionaria para la época. A pesar de lo remarcable del método utilizado para "Good Vibrations", Brian Wilson fue incapaz de completar la grabación del álbum, a pesar de que la totalidad de la música ya había sido compuesta completamente hacia el final de 1966. Esto se debió en parte a la rápida disfunción emocional que envolvió al compositor y por la resistencia al proyecto que ejercieron tanto el grupo como su sello de grabación, Capitol Records.

### Van Dyke Parks
Crucial para la creación de SMiLE fue la colaboración del cantante, músico, compositor y letrista Van Dyke Parks, a quien Wilson invitó a escribir las letras de las canciones para el nuevo álbum en la primavera de 1966. En ese entonces, el proyecto estaba provisionalmente titulado Dumb Angel. Los dos rápidamente formaron una estrecha y fructífera pareja de trabajo y, entre abril y septiembre de 1966, escribieron una serie de grandes canciones incluyendo "Surf's Up", "Heroes and Villains", "Wonderful", "Cabin Essence" y "Wind Chimes", todos los cuales fueron escritos en la famosa caja de arena que Brian había instalado en su casa. "Surf's Up", su canción más aclamada, fue escrita en una sola noche.

## Proceso de grabación
La grabación del nuevo álbum comenzó en agosto de 1966 y el proyecto fue oficialmente llamado Smile. Las sesiones para el álbum se extendieron hasta mediados de diciembre.
A principios de diciembre Capitol Records recibió una lista manuscrita de doce pistas previstas para Smile que tendrían que ir en la contraportada del LP. Esta lista fue considerada durante mucho tiempo como prueba crucial de las intenciones originales de Brian Wilson para el álbum. Pero visto que la lista impresa llevaba la advertencia "ver etiqueta para corregir el orden de reproducción", solo puede ser tomada como una prelista del orden de aparición de los temas y no como definitiva. Sin embargo, en 2006 se descubrió que la escritura en la lista no era la de Brian, además cuando se mostró una copia de la lista, él dijo que nunca antes la había visto. Una comparación de la escritura a mano indica que puede haber sido escrita por Carl Wilson, Brian o posiblemente su cuñada, Diane Rovell.
Capitol comenzó la producción con suntuosa carátula que contenía un folleto de doce páginas. El arte de la carátula se le encargó a Frank Holmes, un amigo de Van Dyke Parks, y el color de las fotografías fue a cargo de Guy Webster. Se imprimieron 419 000 portadas y 466 000 folletos a principios de enero de 1967; materiales promocionales fueron enviados a los distribuidores y los anuncios fueron puestos en Billboard y revistas de música. 
En algún momento de diciembre de 1966, Wilson informó a Capitol que Smile no estaría listo ese mes, pero advirtió que lo entregaría "a más tardar el 15 de enero". Para Wilson la concepción de la obra evidentemente había cambiado en todo este tiempo posiblemente como resultado de la presión ejercida desde dentro de la banda. A principios de 1967, el trabajo de producción de las canciones de Smile se había detenido a excepción de "Heroes and Villains" y "Vega-Tables".

## Técnicas de estudio
Brian Wilson desarrolló su "clásico" método de producción durante varios años, llegando a un alto grado de perfección con la grabación de Pet Sounds desde diciembre de 1965 a febrero de 1966. 
Con "Good Vibrations", Wilson comenzó a experimentar cambios radicales en la edición de su obra. Ahora en lugar de grabar un respaldo completo para luego agregar las voces al final, como había sido el caso para todos los discos de The Beach Boys antes, comenzó a romper los arreglos en secciones, grabando múltiples 'tomas' de cada sección. También registró la misma sección en diferentes estudios, para aprovechar las singulares características sonoras o efectos especiales disponibles en cada una de ellas. A continuación editó estos diferentes segmentos juntos para crear una unidad que combina las mejores características de la producción y el rendimiento.
Wilson extendió este enfoque "modular" de las canciones en Smile. Trabajo principalmente en Gold Star Studios en Los Ángeles (el estudio favorito de Phil Spector), Wilson comenzó una larga y compleja serie de sesiones a fines de 1966 que continuó hasta principios de 1967. También se utilizó con frecuencia Sunset Sound Studios y el United Western Recorders en Sunset Boulevard y el estudio de Capitol Records. Gran parte de Smile se grabó en esta manera fragmentaria, cada una de las pistas terminadas es una gran edición de una grabación compuesta y muchos de los fragmentos no editados de Smile son otras versiones alternativas de playbacks, versiones alternativas de estas pistas, o pasajes de transición entre las pistas.
A pesar de contar con la posibilidad de grabar en estéreo, Wilson siempre hizo sus últimas mezclas en mono (al igual que Phil Spector). Lo hizo por varias razones, personalmente sentía que la mezcla en mono proveía más control sonoro sobre lo que el oyente escuchaba, minimizando los problemas de la ubicación de altavoces y un sistema de sonido de calidad. También fue motivada porque las radios de música pop transmitían sus emisiones en mono, y la mayoría de los coches y de radios y tocadiscos eran monofónicos. Otra razón, más personal era que Wilson estaba sordo de un oído.

### Colapso del proyecto
Según la mayoría de las fuentes, Brian Wilson comenzó a tropezar con graves problemas mientras grababa Smile a finales de noviembre de 1966. Fue por entonces cuando empezó a mostrar signos tempranos de depresión y paranoia, se cuenta que durante la sesión de grabación de "Fire" de la sección "Elements Suite" en los Gold Star Studios, el 28 de noviembre de 1966 tuvo un ataque de irracionalidad, que le incitó a creer que varios incendios que ocurrieron en las inmediaciones del barrio del estudio de grabación, habían sido provocados "psíquicamente" influenciados por la música que estaba grabando.
Durante muchos años, se rumoreó que Wilson había intentado quemar las cintas de estas sesiones, pero no es cierto, aunque abandonó la pieza "Fire" para siempre. Ninguna grabación salvo la introducción al original "Fire" apareció, tampoco probablemente lo será, se sabe que Parks se mantuvo deliberadamente lejos de la sesión (durante el cual Wilson pidió a los músicos a llevar cascos de bomberos de juguete) y que más adelante se describiría el comportamiento de Wilson como "regresivo".
El deterioro mental de Wilson y la eventual ruptura fue el resultado de una compleja red de causas. Como el cronista de The Beach Boys, Timothy White ha señalado, Brian Wilson provenía de una familia con problemas de fondo: existía una historia familiar de enfermedades mentales, que incluían el suicidio. El padre de Brian, Murry Wilson aunque nunca fue oficialmente diagnosticado, mostró signos inequívocos de trastorno bipolar. En una entrevista filmada para un documental dirigido por Don Was I Just Wasn't Made for These Times, Brian recuerda las palizas de su padre, lo que sugiere también la posibilidad de que Brian sufriera de trastorno de estrés postraumatico
Wilson se vio obligado a retirarse de las giras en diciembre de 1964 después de sufrir una terrible crisis de ansiedad durante un vuelo en línea aérea. En octubre de 1966, después de volar a Míchigan a fin de ensayar con The Beach Boys para la primera ejecución de "Good Vibrations", sufrió un ataque de pánico en el vuelo de regreso.
Se ha sugerido que habitualmente Wilson agravó sus problemas preexistentes al haber fumado grandes cantidades de marihuana y de haber consumido hachís durante el período de Smile, así como haber usado anfetaminas y experimentado con sesiones de LSD. En entrevistas Wilson ha hablado con franqueza acerca de su uso de drogas y pone de manifiesto que también utilizó barbitúricos, además de los otros medicamentos que tomaba en aquel tiempo. Sin embargo, muchos de sus amistades cercanas niegan enfáticamente que el uso de drogas de Wilson haya interferido con su trabajo o contribuido a su crisis. Cabe señalar que el argumento que indica la supuesta función del cannabis o el LSD como un factor instigador de una enfermedad mental sigue siendo debatido, las anfetaminas, en cambio, son bien conocidas por causar psicosis.
En diciembre de 1966, Brian se sentía profundamente angustiado por una escena surrealista de la película de terror de John Frankenheimer "Segundos", protagonizada por Rock Hudson. En su cada vez más vulnerable y confusa situación, Brian se había convencido a sí mismo de que la línea de apertura de la película que dice "Come in, Mr. Wilson" y de hecho, la mayoría de los contenidos de la película, hacían alguna referencia a él. Asimismo, se había vuelto obsesivo con la idea de que su rival/mentor Phil Spector estaba de alguna manera tratando de controlarlo, dominarlo e incluso matarlo.
Si bien algunos rasgos de la paranoia de Brian provenían efectivamente de una causa interna y emocional, es importante señalar que otros de sus temores provenían verdaderamente de situaciones reales: su padre, por ejemplo, había contratado a un detective privado para investigar a Brian y sus amigos; recientes revelaciones de los archivos del gobierno de Estados Unidos sobre celebridades de la música y el cine muestran que The Beach Boys (entre muchos otros grupos) atrajeron la atención del FBI.
Aparte de los problemas mentales de Brian, había también muchos otros asuntos legales y preocupaciones en torno a The Beach Boys durante la grabación de Smile, entre otras las diferencias financieras entre su sello de grabación Capitol y su intento de poner fin a su contrato con dicho sello y al mismo tiempo crear el suyo propio Brother Records.
En medio de su cada vez más errático comportamiento y su escalada de consumo de drogas, la condición de Brian Wilson comenzó a convertirse en una preocupación por sus amigos, colegas y familiares. Sin embargo, aunque a veces las historias de su extraño comportamiento se han convertido en el material de leyenda, los músicos que trabajaron con él durante el periodo de grabación del álbum concuerdan en declarar que estos problemas nunca se vieron traducidos en la más mínima falta de profesionalismo de la parte de Brian.
Creativamente hablando, Wilson se encontraba en una posición particularmente vulnerable frente a sus principales rivales comerciales y no cabe duda de que él estaba bajo la presión considerable de cumplir con las obligaciones contractuales con su sello y al mismo tiempo competir con sus 'rivales' musicales tales como The Beatles, The Rolling Stones y Bob Dylan todos quienes estaban en aquel momento, junto con Brian, en la cima de su creatividad.
El creciente conflicto dentro de The Beach Boys acerca de Smile, que alcanzó máximo nivel durante el mes de diciembre de 1966, fue probablemente la más importante razón por la cual Smile fue aplazado en repetidas ocasiones y finalmente cancelado. El 6 de diciembre de 1966 durante una de las sesiones de "Cabinessence" fue al parecer testigo de una confrontación entre Van Dyke Parks y Mike Love debido a la letra de la canción, y evidentemente la situación empeoró el 15 de diciembre durante las sesiones vocales de "Surf's Up" y "Wonderful". El grupo fue filmado durante esta sesión por la CBS, la cual fue catalogada como "muy mala". Más tarde en el mismo día, Wilson grababa su ahora legendario piano solo de demostración de "Surf's Up" que más tarde fue mostrado a la televisión. Aunque hubo más sesiones de SMiLE entre el 23 de diciembre, 9 de enero y 23 de enero, el trabajo en las pistas principales no se continuó después del 15 de diciembre.
Sin embargo, la principal fuente de conflicto fue el antagonismo entre Mike Love y la dupla Wilson/Parks y por su parte Bruce Johnston, también ha declarado en foros de discusión la realidad de la oposición tanto de Capitol como de Murry Wilson al proyecto.
Antes de Pet Sounds, Mike Love junto a Brian Wilson habían escrito las letras de la gran mayoría de las canciones para The Beach Boys, por lo que no es de extrañar que su molestia con Parks como nuevo letrista y socio de Brian. También quedó grabado como Mike Love reprochaba a Brian de ser el culpable de una eventual perdida de fama al querer salir de la "formula" de las canciones que hasta ese momento les habían reportado mucho éxito y por ende muchos ingresos. También este declaró que sospechaba de algunas de las nuevas amistades de Wilson quienes el consideraba como se aprovechaban de Brian al mismo tiempo que lo abastecían en drogas. Mike Love declara también, a quienes lo critican, que su actuar obedecía también a una razón práctica, ya que estimaba que la música de Brian se hacía más y más difícil de interpretar en vivo.
Aunque Mike Love agrega que amaba Pet Sounds y la música de Smile, aunque acepta que estaba en desacuerdo con las letras, sin embargo esto es contradicho por otros participantes del proyecto como Van Dyke Parks y principalmente el mismo Brian Wilson quienes afirman que una de las razones por las que Smile no tuvo el apoyo interno necesario fue que no era del gusto de Mike Love.
Wilson continuó trabajando en "Heroes and Villains" y otros piezas, entre ellas "Do You Like Worms?" y "Vega-tables" así como grabando numerosos fragmentos musicales que debían ser probablemente destinados a servir como enlace entre las principales canciones. Durante la primera mitad de 1967 la salida definitiva del álbum fue repetidamente pospuesta, debido a que Wilson jugaba con las grabaciones, experimentando con diferentes mezclas y tomas, incapaz o negándose a proporcionar una versión completa del álbum.
Otro factor importante citado en el documental de Smile fue el nuevo sencillo de The Beatles "Strawberry Fields Forever". Brian escuchó la canción mientras conducía su automóvil y estuvo tan impresionado por lo que tuvo que detener el automóvil y escuchar, al terminar la canción comentó a su compañero que de The Beatles habían logrado con esa canción lo que el andaba buscando en la concepción de Smile. Aunque al parecer ambos luego se rieron sobre el comentario, este hecho fue determinante para Brian y para el destino final de Smile. El golpe final e irrevocable llegó a principios de marzo de 1967 cuando después da alejarse poco a poco de Wilson y del grupo, Van Dyke Parks decide abandonar el proyecto. Pero Capitol Records evidentemente todavía creía que Smile podría editarse, pero el 6 de mayo, sólo unas pocas semanas antes de la publicación del innovador Sgt. Pepper's Lonely Hearts Club Band de The Beatles, Derek Taylor anunció tristemente a la prensa británica que el proyecto Smile había sido dejado de lado y que el álbum nunca aparecería.
En 2014, durante el rodaje de Love & Mercy, película biográfica de Brian Wilson, se le preguntó que de haber sido publicado, ¿Smile hubiera vencido al Sgt. Pepper's de The Beatles? Él contestó «El Sgt. Pepper's nos hubiera pateado el trasero».

## Canciones

### "Heroes and Villans"
"Heroes & Villains" es una pieza semiautobiográfica redactada como fantasía del oeste y destacan algunas de las letras más intrigantes de Parks. Es la piedra angular de la estructura musical del álbum y como "Good Vibrations" es editado en conjunto de varias secciones. Al igual que la mayoría de las canciones de Smile, "Heroes y Villains" se basa en una simple pauta de tres acordes. Encapsula el enfoque musical de Brian Wilson para el proyecto, que es la de crear canciones que fueron (en su mayor parte) estructuralmente muy simple, pero que se superponen con arreglos vocales e instrumentales muy complejos y, a menudo, muy cromáticos.
El considerable tiempo y esfuerzo que dedicó Wilson a "Heroes and Villains" es indicativo de su importancia, tanto como una sola pieza y como parte de Smile. Las sesiones de las diferentes versiones y de las secciones se extendieron por más de un año, desde mayo de 1966 hasta julio de 1967.
Los estudios Capitol Records habían programado la fecha de lanzamiento para el sencillo el 13 de enero de 1967. Si bien Brian Wilson era conocido por su eficiencia en el estudio, "Heroes y Villains" significó una lucha contra el tiempo, y pese a dedicar más de veinte sesiones a ella entre octubre de 1966 y marzo de 1967, nunca pudo completar con satisfacción la grabación de esta obra. Al parecer la canción sufrió muchos cambios durante su producción, varios elementos importantes incluida la llamada "Escena Cantina", y el segmento conocido comúnmente como "Bicycle Rider" fueron sacados de las versiones de sencillo y álbum, a pesar de que se conservaron en otras mezclas (inéditos). Una sola versión de la canción se dio a conocer a mediados de 1967, pero persisten los rumores de una edición mucho más larga, y se sabe que varias otras versiones alternativas fueron puestas juntas. Tanto Brian Wilson y The Beach Boys con frecuencia incluyen el segmento "bicycle Rider" en interpretaciones durante los conciertos.

### "Surf's Up"
La canción "Surf's Up" fue escrito en una sola noche. Ya estaba ciertamente completa en noviembre de 1966 cuando Brian Wilson fue filmado interpretando la canción al piano para un especial de noticias sobre música popular de la CBS presentado por el director de orquesta Leonard Bernstein. El total de la base de la primera sección de la pista (2:20) fue grabada y mezclada en noviembre de 1966, pero las voces y otras mezclas debían ser aún añadidas; el trabajo en las secciones central y final, nunca se realizó o bien no llegaron a terminarse.
Cabe destacar la "citación" efectuada por la trompeta con sordina en la primera parte de la pista, la cual es idéntica a la famosa risa del mundialmente conocido dibujo animado "Woody Woodpecker"  Este recurso musical se escucha también en la pieza instrumental "Fall Breaks and Back to Winter" que se encuentra como la segunda canción de Smiley Smile (que por lo demás lleva el subtítulo de "Woody Woodpecker Symphony").
Una versión completa de "Surf's Up" fue montada por Carl Wilson y e incluida en el LP homónimo de 1971. La versión de 1971 fue construida de dos partes, un nuevo corte de las voces de Wilson utilizando el respaldo de la pista original de 1966, y una vieja cinta realizada por Wilson de los años 1960 de la segunda mitad solo al piano, el grupo se une al final.

### Otras canciones
Lo siguiente se basa en una nota manuscrita a Capitol Records en diciembre de 1966. Fue entregada a Capitol para que los títulos se incluyeran en el álbum. Sin embargo, la cubierta original dice "ver grabación para el orden de aparición". Todas las pruebas, incluidas las entrevistas con el propio Brian, demuestran que el estado final definitivo del orden nunca fue decidido hasta la salida de Smile de 2004.
- Do You Like Worms?
- Wind Chimes
- Heroes and Villains
- Surf's Up
- Good Vibrations
- Cabinessence
- Wonderful
- I'm in Great Shape
- Child is father of the man
- The Elements
- Vega-Tables
- The Old Master Painter

## Apariciones en compilaciones y álbumes de estudio
Smile fue reciclado en varias ocasiones, ya sea en el siguiente álbum del grupo Smiley Smile, en este mismo álbum la última canción "Mama Says", era un cántico al principio grabado para Smile, supuestamente en vez de "Vegetables". Era el primero de varias canciones de Smile. En 2001 Capitol Records reeditó a Wild Honey con Smiley Smile en un CD e incluyendo una versión alterna de "Heroes and Villains" que contiene "cantina section", dos versiones incompletas de "Good Vibrations", "You're Welcome", "Their Hearts Were Full Of Spring", y "Can't Wait Too Long". Esta versión en CD también incluyó apuntes de David Leaf, así como fotos inéditas de sesión de Smile por Jasper Dailey. Aunque en Friends no hubo ninguna canción de SMiLE, se incorporaron los elementos de "Child is father of the man" en la canción "Little Bird". En el último álbum de la década de 1960, 20/20, se reciclaron las canciones "Cabinessence" y "Our Player".
Por primera vez, en el 1993, con el lanzamiento de Good Vibrations: Thirty Years of The Beach Boys, Smile vio la luz, en este box set, aparecen treinta minutos de este álbum, sin editar, en los últimos diez minutos aparecen los miembros de la banda practicando coros.

## Edición oficial
A principios de febrero de 2011, Al Jardine fue el primero en hablar de la histórica reedición de SMiLE, la cual dijo que se iba a producir en el verano del presente año. En marzo se comunicó que su lanzamiento iba a ser producido en parte por el ingeniero de sonido Mark Linett y por Alan Boyd. Se titularía The Smile Sessions (para marcarle una diferencia al SMiLE de Brian Wilson). La publicación se encuentra constituida por tres ediciones diferentes: un álbum doble (en CD), un álbum digital para iTunes, y un box set de cuatro CD, dos LP de vinilo y dos sencillos (de vinilo también), con un libro de sesenta páginas, escrito por Domenic Priore, el biógrafo de The Beach Boys.
A este respecto, Brian Wilson ha declarado:

«Estoy muy ansioso con la salida de esta colección de las grabaciones originales y espero que los fanáticos puedan escuchar las voces angelicales de los chicos en una publicación oficial del estudio».
Brian Wilson.

Sin embargo, a comienzos de septiembre, se supo que la fecha concisa para la publicación del álbum sería el 31 de octubre. El conjunto discográfico fue compilado por el dúo Capitol/EMI.
Finalmente el lanzamiento se concretó el 1 de noviembre para Estados Unidos y el 31 de octubre para el Reino Unido.
El álbum doble de vinilo es una réplica de lo que hubiera sido SMiLE de haber sido publicado en su momento. La portada y contratapa son iguales al boceto del SMiLE de 1967, hasta tiene el número de catálogo que Capitol dio para el lanzamiento del disco, T 2580.

### Citas
1. ↑  Bogdanov, Woodstra y Erlewine, 2002, p. 72.
2. ↑  Jones, 2008, p. 63.
3. ↑  «He caught a wave, but it crashed; years later, 'Smile' artist recognized Sfgate Archivado el 7 de octubre de 2011 en Wayback Machine.»
4. ↑  «The Beach Boys' to Release "Smile" on Nov. 1 Archivado el 6 de marzo de 2016 en Wayback Machine.»
5. ↑  «The Smile Sessions – The Beach Boys». Consultado el 11 de noviembre de 2011.
6. ↑  «The 500 Greatest Albums of All Time». Rolling Stone. 18 de noviembre de 2003. Archivado desde el original el 23 de junio de 2008. Consultado el 10 de junio de 2012.
7. ↑  Alyssa Toomey and Rosemary Brennan (10 de febrero de 2013). «2013 Grammy Awards Winners: The Complete List». E!. Consultado el 12 de abril de 2013.
8. ↑  «Bold Brian Wilson Biopic 'Love & Mercy' Takes Two Actors, Paul Dano and John Cusack, to Play One Troubled Genius». TheWrap (en inglés estadounidense). 10 de septiembre de 2014. Consultado el 22 de noviembre de 2016.
9. ↑  Juan Rebenaque. (7 de febrero de 2011). «¿Se publicará el Smile de The Beach Boys? Archivado el 20 de septiembre de 2013 en Wayback Machine.» ZonaMusical. Consultado el 10 de febrero de 2011.
10. ↑  (2 de febrero de 2011). «'Smile' de The Beach Boys podría ver finalmente la luz» (en inglés). Futuro. Consultado el 12 de febrero de 2011.
11. ↑  Juan Rebenaque. (12 de marzo de 2011). «Este año verá la luz el disco “perdido” de The Beach Boys Archivado el 13 de septiembre de 2011 en Wayback Machine.» (en español). Zona Musical. Consultado el 12 de marzo de 2011.
12. ↑  (15 de marzo de 2011). «Será lanzado el álbum original “Smile” de Beach Boys Archivado el 3 de abril de 2016 en Wayback Machine.» (en español). Indie Hearts. Consultado el 15 de marzo de 2011.
13. ↑  Fernando Bogado. (14 de marzo de 2011). «Por fin: Smile, álbum perdido de The Beach Boys, sale este año» (en español). Cuchara Sónica. Consultado el 19 de marzo de 2011.
14. ↑  (1 de septiembre de 2011). «Álbum de los Beach Boys saldrá al mercado 44 años después» (en español). BBC. Consultado el 2 de septiembre de 2011.
15. ↑  «'Smile', el Santo Grial pop» El Periodico de Aragon.